# Diego Alonso González
Diego Alonso González Fernández (Aguascalientes, 9 de abril de 1993), es un exfutbolista mexicano. Jugaba de defensa.

## Trayectoria
| Club   | País   | Año | Partidos | Goles |
| ------ | ------ | --- | -------- | ----- |
| Necaxa | México |     |          |       |